# Мерефянский городской совет
Мерефя́нский городско́й сове́т — орган местного городского самоуправления; до 17 июля 2020 года входил в состав Харьковского уезда, затем Харьковского района сначала Харьковской губернии, затем Харьковского округа, с 1932 года Харьковской области Украины..
Является местным законодательным органом власти, органом местного самоуправления и административно-территориальной единицей; исполнительным органом власти являлся Исполнительный комитет Мерефянского Совета депутатов трудящихся (Мерефянский горисполком).
Административный центр городского совета находится в
городе Мерефа по адресу :
62472, Харьковская область, Харьковский район, город Мерефа, улица Днепропетровская, д. 213.

## История
- Первая половина 1917 года, после Февральской революции — дата образования Меряфянского совета рабочих и солдатских депутатов[5] в условиях двоевластия, а затем троевластия (Временное правительство, Центральная Рада и Советы).
- С декабря 1917 по апрель 1918[5] Мерефянский совет — единственный орган местного самоуправления в городе.
- С начала 1919 года по конец июня 1919 Мерефянский совет действовал. выборы в него прошли в конце зимы 1919 года.
- Деятельность городского совета возобновлена в 1920 году (в декабре 1919—1920 действовал не совет, а местный ВРК); прекращена 21 октября 1941[6], возобновлена после 19 февраля 1943[6], прекращена 9 марта 1943[7], возобновлена после 5 сентября 1943 года[8].
- В 1928 году, после присоединения села Артёмовка[6], Мерефа стала пгт; совет стал называться поселковым советом[6].
- В 1938 году Мерефе был присвоен статус города[9], поселковый совет стал городским советом[6].

## Населённые пункты совета
- город Мере́фа
- посёлок Селекцио́нное